# Karpas (Seder)

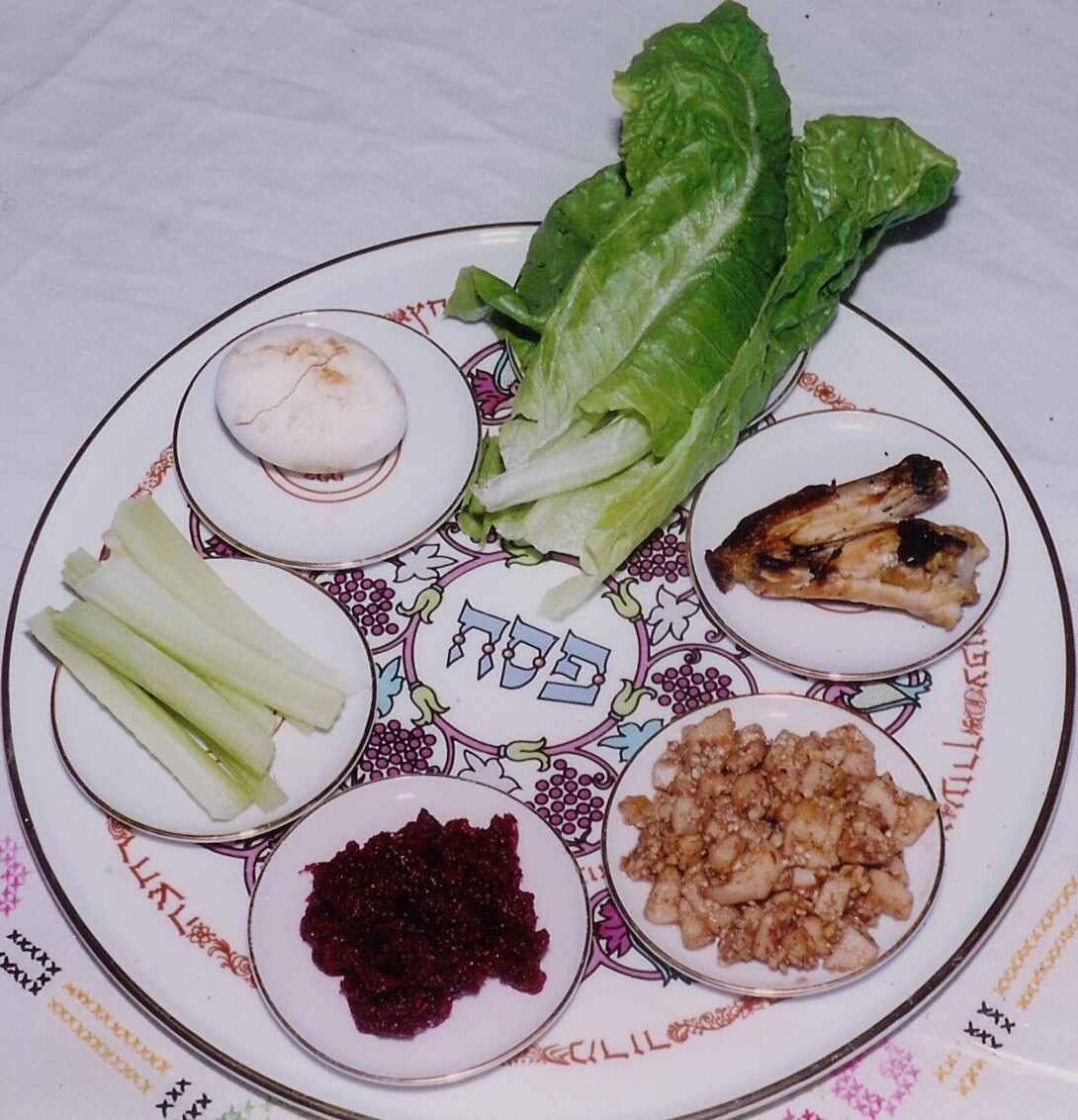
Der Sederteller im Uhrzeigersinn oben beginnend: Maror, Seroa, Charosset, Chaseret, Karpas, Beitzah

Karpas (hebräisch כַּרְפַּס, deutsch: Sellerie) ist eine der sechs traditionellen Speisen auf dem Sederteller zu Pessach – Maror, Seroa, Charosset, Chaseret, Karpas und Beitzah. Es bezieht sich auf das Gemüse, normalerweise Petersilie oder Sellerie, das in Salzwasser oder Weinessig getaucht und gegessen wird. Andere Bräuche sind die Verwendung von rohen Zwiebeln oder gekochten Kartoffeln. Der Karpas wird traditionell auf dem Sederteller auf der linken Seite unter dem gebratenen Ei, der Beitzah, platziert.

## Bedeutung
Ein Grund, ein Gemüse ins Salzwasser zu tauchen, ist, Kinder zum Nachfragen zu provozieren, denn die Geschichte soll im Rahmen der Sedernacht in Form von Frage und Antwort erzählt werden. Das Dippen eines Gemüses vor der Hauptmahlzeit wird bei anderen Gelegenheiten normalerweise nicht gemacht und weckt so die Neugier der Kinder. Im Verlauf des Seders gibt es ein zweites zeremonielles Eintauchen, wenn Maror in den Charosset getaucht wird. Daher lautet eine der Vier Fragen, die traditionell vom Jüngsten am Sedertisch gesungen wird (Ma Nischtana): „Warum tauchen wir in allen anderen Nächten Gemüse gar nicht ein, in dieser Nacht zweimal?“.
Das Salzwasser symbolisiert ferner die salzigen Tränen, die die Juden während ihrer Sklaverei in Ägypten vergossen.
Einige haben das Eintauchen des Karpas in Salzwasser mit der symbolischen Handlung erklärt, dass Josephs Tunika von seinen Brüdern in Blut getaucht wurde. Karpas wird daher am Anfang des Seders in Salzwasser getaucht und gegessen, so wie Josephs Tunika in das Blut eines Lamms getaucht wurde, womit seine eifersüchtigen Brüder ihrem Vater vortäuschten, er sei von einem wilden Tier zerrissen worden. Dabei haben sie ihn nach Ägypten verkauft (Genesis 37:31). Karpas erinnert an den Verkauf Josephs in die Sklaverei, ein Akt, der den Niedergang des israelitischen Volkes einleitete und die Juden in die ägyptische Sklaverei führte.
Das Wort altgriechisch καρπός karpos ist dem hebräischen Lehnwort karpas sehr ähnlich, was feines Leinen bedeutet. Nach anderer Auslegung erinnere das zweite Eintauchen an das Eintauchen von Ysop-Zweigen in das Blut von Lämmern, deren Blut in der Nacht des Auszugs der Israeliten aus Ägypten (Exodus) auf Gebot Gottes hin als Schutzzeichen vor der Zehnten Plage an den Türpfosten gestrichen wurde (Ex 12 ). Sie betraf den Tod aller Erstgeborenen (מֵת כָל־בְּכוֹר mēt kōl-bəchōr) von Mensch und Vieh: „Und Mose sprach: So spricht der Herr: Um Mitternacht will ich durch Ägyptenland gehen, und alle Erstgeburt in Ägyptenland soll sterben, vom ersten Sohn des Pharao an, der auf seinem Thron sitzt, bis zum ersten Sohn der Magd, die hinter ihrer Mühle hockt, und alle Erstgeburt unter dem Vieh“ (2 Mos 11,4 ).